# Mooching Through Georgia
Pour plus de détails, voir Fiche technique et Distribution.
Mooching through Georgia est le deuxième court métrage de la Columbia Pictures dans lequel joue Buster Keaton. Il a été réalisé par Jules White en 1939. 

## Synopsis
Un vétéran de la Guerre de Sécession nommée Homer Cobb (Buster Keaton) raconte comment, alors jeune homme du Kentucky enrôlé dans l'armée confédérée, il découvre que son frère, Cyrus Cobb (Monte Collins) a rejoint l'armée de l'Union. Homer est capturé mais Cyrus le libère. Cyrus est capturé par l'armée confédérée mais Homère, à son tour, le libère. Homer utilise toute son inventivité et quelques petites bûches de bois pour sauver sa ville.

## Fiche technique
- Réalisation : Jules White
- Scénario : Clyde Bruckman, Buster Keaton
- Photo : John Stumar
- Montage : Art Seid
- Producteur : E. H. Allen
- Société de production : Columbia Pictures
- Pays d’origine :  États-Unis
- Langue originale : anglais
- Genre : Comédie
- Durée : 19 minutes
- Date de sortie : 11 août 1939

## Distribution
- Buster Keaton : Homer Cobb
- Monte Collins : Cyrus Cobb, le frère d'Homer
- Bud Jamison : Titus Cobb, Pa
- Harley Wood : Lula Belle
- Lynton Brent : le colonel de l'Union
- Jack Hill : le soldat
- Stanley Mack : le major de l'Union
- Ned Glass : le vétéran Joe McIntyre

## Autour du film
Mooching through Georgia est le deuxième film que tourna Buster Keaton sur la guerre de Sécession, le premier étant Le Mécano de la « General ». Le film fut refait en 1946 sous le titre Uncivil War Birds avec les Trois Stooges.
Keaton a joué dans dix films pour Columbia Pictures entre 1939 et 1941. Le premier était Pest from the West, suivi de ce Mooching through Georgia, puis Nothing but pleasure (1940), Pardon My Berth Marks (1940), The Taming of the Snood (1940), The Spoke Speaks (1940), His Ex Marks the Spot (1940), So You Won't Squawk (1941), General Nuisance (1941) et She's Oil Mine (1941).

## Source de la traduction
- (en) Cet article est partiellement ou en totalité issu de l’article de Wikipédia en anglais intitulé « Mooching Through Georgia » (voir la liste des auteurs).